# Dactyloceras
Dactyloceras is een geslacht van vlinders van de familie herfstspinners (Brahmaeidae).

## Soorten
- D. barnsi (Joicey & Talbot, 1924)
- D. bramarbas (Karsch, 1895)
- D. canui Bouyer, 2002
- D. catenigera (Karsch, 1895)
- D. ducarmei Bouyer, 2002
- D. karinae Bouyer, 2002
- D. lucina (Drury, 1782)
- D. maculata (Conte, 1911)
- D. nebulosum Brosch, Naumann & Meister, 2002
- D. neumayeri (Pagenstecher, 1885)
- D. noellae Bouyer, 2006
- D. ocelligera (Butler, 1889)
- D. ostentator Hering, 1927
- D. richinii Berio, 1940
- D. swanzii (Butler, 1871)
- D. tridentata (Conte, 1911)
- D. vingerhoedti Bouyer, 2005
- D. widenmanni (Karsch, 1895)